# منطقه گردشگری اوندال
سایت گردشگری اوندال، یک مکان تاریخی و پارک موضوعی با محوریت تاریخ گوگوریو است که در منطقه دانیانگ‌گونگ، استان چونگ‌چئونگ بوکدوبوک- کره جنوبی واقع شده. این سایت همچنین به‌عنوان مکان فیلمبرداری سریال‌های مشهوری مانند «یون گه سومون» محصول شبکه SBS، «افسانه» تولید شبکه MBC و «سرزمین بادها» که از شبکه KBS پخش شده، استفاده شده است.   

## طرح کلی
این شهر در منطقه یئونگ‌چون-میون، شهرستان دانیانگ از استان چونگ‌چئونگ‌بوک (چونگ‌بوک) واقع شده است. این منطقه محل قرارگیری دژ اوندالسان‌سونگِ دانیانگ (丹陽 溫達山城) است که به‌عنوان اثر تاریخی شماره ۲۶۴ در جمهوری کره ثبت شده و همچنین غار اوندال (洫遟) نیز در همین منطقه قرار دارد.
جشنواره فرهنگی اوندال دانیانگ هر ساله در این مکان برگزار می‌شود و این منطقه گاه به‌عنوان مکان فیلم‌برداری نمایش‌ها و مجموعه‌های تاریخی نیز مورد استفاده قرار می‌گیرد.[۱]
عملیات توسعه‌ای این ناحیه که مساحتی نزدیک به ۳۰ هزار پیونگ (واحد سنتی اندازه‌گیری زمین در کره) را شامل می‌شد، در سال ۱۹۹۵ آغاز شد و پس از دو سال، در سال ۱۹۹۷ به پایان رسید.

## معماری

### قلعه اوندالسان سئونگ

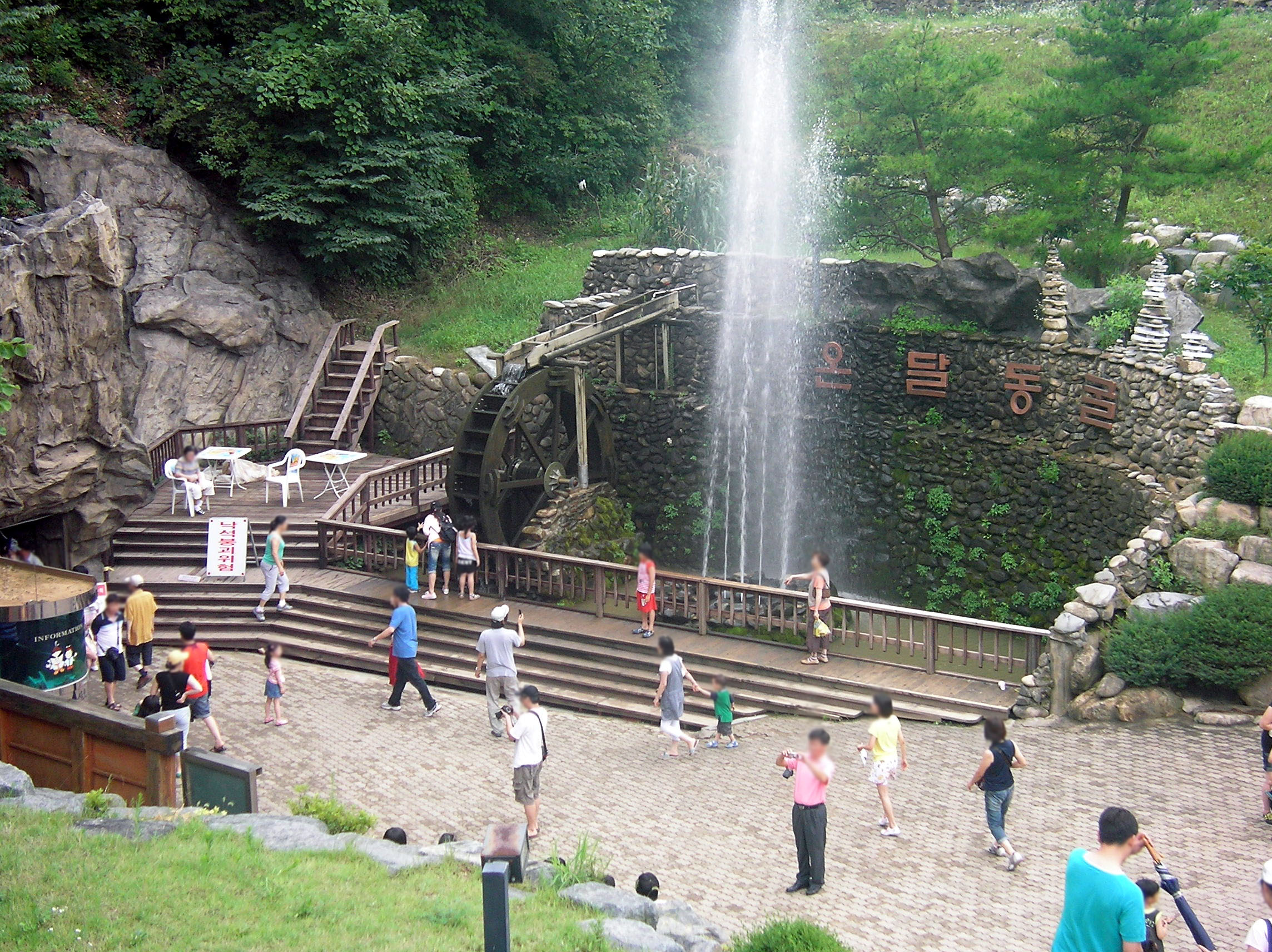
بنای طبیعی شماره ۲۶۱ غار اوندال

این منطقه ای است که جامه های زمان امپراتوری گوگوریو و تاریخ آنها را به نمایش می‌گذارد.
این دیدگاه تاریخی ژنرال اوندال ، داماد پادشاه پیونگ وون از گوگوریو است.
در زیر صخره‌هایی که در امتداد رودخانه نام‌هان و در شمال‌شرقی قلعه قرار دارند، غاری آهکی به نام اوندال‌گول جای گرفته است. در کوهی که در آن‌سوی رودخانه و در سمت شمال قلعه قرار دارد نیز، افسانه‌ای درباره سردار اوندال روایت می‌شود که با این منطقه پیوند خورده است.
با توجه به اینکه دیواره‌های قلعه تا به امروز در وضعیت خوبی از نظر ساختاری و حفاظتی باقی مانده‌اند، این دژ به‌عنوان یادگاری ارزشمند شناخته می‌شود که امکان مطالعه بر روش‌ها و فنون ساخت قلعه در دوره‌های کهن را فراهم می‌آورد.
بر پایه‌ی آنچه در سامگوک ساگی (تاریخ سه پادشاهی) آمده است، سردار اوندال، داماد پادشاه پیونگ‌وون از پادشاهی گوگوریو، این دژ را بنا نهاد و هنگام حمله‌ی نیروهای شیلا، دلاورانه جنگید، اما در همان نبرد جان خود را از دست داد.
پیرامون این قلعه ۶۸۳ متر است. ارتفاع دیوار آن در بخش شرقی ۶ متر، در بخش‌های جنوبی و شمالی بین ۷ تا ۸ متر و در سمت غربی به ۱۰ متر می‌رسد. ضخامت دیواره‌ها نیز میان ۳ تا ۴ متر است.
در درون دژ یک چاه دیده می‌شود و در امتداد رودخانه نام‌هان، در پایین کوه، صخره‌ای قرار دارد که در دل آن، یک غار آهکی به نام اوندال‌گول جای گرفته است.

### لباس گوگوریو
غار اوندال دانیانگ (هانجا: 溫達洞窟)، که به‌عنوان اثر طبیعی شماره ۲۶۱ در جمهوری کره به ثبت رسیده، یک غار آهکی طبیعی است که شکل‌گیری آن به حدود ۴۰۰ میلیون سال پیش بازمی‌گردد.
این غار به نام اوندال شناخته می‌شود، زیرا بنا بر روایت‌های تاریخی و شفاهی، گفته می‌شود سردار اوندال، یکی از چهره‌های برجسته‌ی امپراتوری گوگوریو، در همین مکان آموزش نظامی دیده و تمرین کرده است.
دانیانگ-گون در سال ۲۰۱۱ میلادی، یک میلیارد وون برای ایجاد میدانی با دیوار قلعه‌ای که مشابه دیوار قلعه‌ای از دوره امپراتوری گوگوریو است، سرمایه‌گذاری کرد.

### غار اوندال
1. ↑  "단양 온달관광지 새 단장 마치고 22일 개장". 충북일보. 2017-04-20. Retrieved 2023년 4월 29일. {{cite news}}: Check date values in: |accessdate= (help)
2. ↑  "단양 드라마 촬영지, 인기". 중부매일. 2017-02-16. Retrieved 2023년 4월 29일. {{cite news}}: Check date values in: |accessdate= (help)
3. ↑  "관광지 < 볼거리 : 단양군 문화관광". Retrieved 2023-04-29.

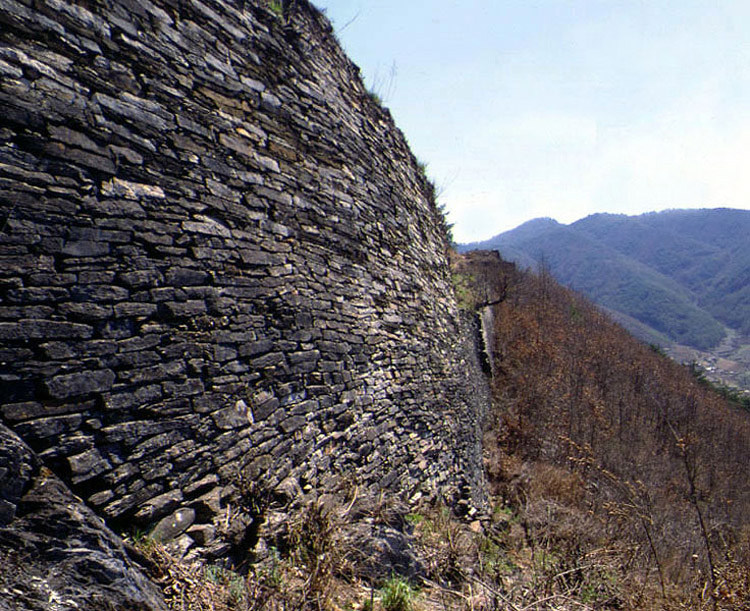
مکان تاریخی شماره ۲۶۴، قلعه اوندال سان سئونگ

این یک عمارت مربعی شکل است که در مسیر قلعه اوندالسانسونگ در دانیانگ واقع شده است.

### اوندال
این قلعه کوهستانی در نزدیکی قله سونگ‌سان و مشرف به رودخانه نام‌هان‌گانگ قرار دارد و با دیواره‌هایی سنگی احاطه شده است. نام دژ اوندال‌سان‌سونگ پس از آن به این منطقه داده شد که داستان سردار اوندال، داماد پادشاه پیونگ‌وون از امپراتوری گوگوریو (دوران حکومت: ۵۵۹ تا ۵۹۰ میلادی)، سینه‌به‌سینه در این ناحیه روایت شد.
اگرچه زمان دقیق ساخت این دژ مشخص نیست، اما منابعی وجود دارد که نشان می‌دهد این قلعه در دوره‌های ابتدایی سلسله چوسان با نام سونگ‌سان‌سونگ شناخته می‌شده و در آن زمان نیز وجود داشته است.

### ساموجئونگ
این قلعه‌ی کوهستانی کوچک، پیرامونی به طول ۶۸۳ متر دارد و دیوارهای آن با سنگ‌هایی هم‌اندازه که به‌طور منظم در دو سوی داخلی و خارجی چیده شده‌اند، ساخته شده است.
درون قلعه، آثاری مربوط به دوران سه پادشاهی کره کشف شده است. بقایای یک چاه همچنان در این مکان برجای مانده و در بخش بیرونی دیواره‌های قلعه، یک مجرای فاضلاب به شکل ذوزنقه‌ای دیده می‌شود.
آنچه این قلعه را متمایز می‌سازد، ساختار دروازهٔ جنوب‌غربی و برآمدگی در دروازهٔ شرقی آن است که نمونه‌هایی کم‌نظیر در میان قلعه‌های باستانی کره به شمار می‌رود.

## درام
- یون گه سومون
- افسانه چهار خدای نگهبان
- سرزمین بادها
- ملکه دواگر چئونچو (نمایشنامه)

- مجتمع فرهنگی باکجه